# Premis Gaudí de 2018

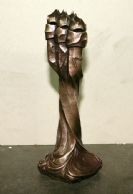
Trofeu dels premis

La desena edició dels Premis Gaudí se celebrà el diumenge 28 de gener de 2018. La gala fou presentada per l'actor David Verdaguer, sota la direcció de Lluís Danés.

## Palmarès i nominacions
Les nominacions es van donar a conèixer el 28 de desembre de 2017 en un acte presentat pels actors Nora Navas i Àlex Brendemühl a l'antiga fàbrica Estrella Damm.

### Gaudí d'Honor-Miquel Porter
- Mercè Sampietro i Marro[4]

### Millor pel·lícula
| Pel·lícula                  | Direcció             |
| --------------------------- | -------------------- |
| Estiu 1993                  | Carla Simón          |
| Brava                       | Roser Aguilar        |
| Incerta glòria              | Agustí Villaronga    |
| La película de nuestra vida | Enrique Baró i Ubach |

### Millor pel·lícula en llengua no catalana
| Pel·lícula      | Direcció                       |
| --------------- | ------------------------------ |
| Anchor and Hope | Carlos Marqués-Marcet          |
| Júlia ist       | Elena Martín                   |
| La llamada      | Javier Ambrossi i Javier Calvo |
| La llibreria    | Isabel Coixet                  |

### Millor direcció
| Director              | Pel·lícula      |
| --------------------- | --------------- |
| Carla Simón           | Estiu 1993      |
| Agustí Villaronga     | Incerta glòria  |
| Carlos Marqués-Marcet | Anchor and Hope |
| Isabel Coixet         | La llibreria    |

### Millor guió
| Guionista                           | Pel·lícula      |
| ----------------------------------- | --------------- |
| Carla Simón                         | Estiu 1993      |
| Carlos Marqués-Marcet Jules Nurrish | Anchor and Hope |
| Coral Cruz Agustí Villaronga        | Incerta glòria  |
| Isabel Coixet                       | La llibreria    |

### Millor Protagonista Femenina
| Actriu       | Pel·lícula      |
| ------------ | --------------- |
| Núria Prims  | Incerta glòria  |
| Laia Artigas | Estiu 1993      |
| Laia Marull  | Brava           |
| Oona Chaplin | Anchor and Hope |

### Millor Protagonista Masculí
| Actor                      | Pel·lícula      |
| -------------------------- | --------------- |
| David Verdaguer            | Anchor and Hope |
| Antonio de la Torre Martín | Abracadabra     |
| Marcel Borràs              | Incerta glòria  |
| Ricardo Darín              | Nieve negra     |

### Millor direcció de producció
| Direcció de producció        | Pel·lícula      |
| ---------------------------- | --------------- |
| Aleix Castellón              | Incerta glòria  |
| Jordi Berenguer i Alex Boyd  | La llibreria    |
| Mireia Graell                | Estiu 1993      |
| Sergi Moreno i Sophie Venner | Anchor and Hope |

### Millor pel·lícula documental
| Pel·lícula     | Direcció             |
| -------------- | -------------------- |
| La Chana       | Lucija Stojevic      |
| Classe valenta | Víctor Alonso Berbel |
| Lesa humanitat | Héctor Fáver         |
| Sasha          | Fèlix Colomer        |

### Millor pel·lícula europea
| Pel·lícula      | Direcció             |
| --------------- | -------------------- |
| Dunkirk         | Christopher Nolan    |
| La tortue rouge | Michaël Dudok de Wit |
| Lady Macbeth    | William Oldroyd      |
| Toni Erdmann    | Maren Ade            |

### Millor curtmetratge
| Curtmetratge     | Direcció            |
| ---------------- | ------------------- |
| Los desheredados | Laura Ferrés        |
| Cunetas          | Pau Teixidor Coloma |
| La inútil        | Belén Funes         |
| Les bones nenes  | Clara Roquet        |

### Millor pel·lícula per a televisió
| Pel·lícula                     | Direcció      |
| ------------------------------ | ------------- |
| La llum d'Elna                 | Sílvia Quer   |
| Amics per sempre               | Roman Parrado |
| Pau, la força d'un silenci     | Manuel Huerga |
| Res no tornarà a ser com abans | Carol López   |

### Millor pel·lícula d'animació
| Pel·lícula                             | Direcció                              |
| -------------------------------------- | ------------------------------------- |
| Tadeu Jones 2: El secret del rei Mides | Enrique Gato i David Alonso Sacristán |
| Deep                                   | Julio Soto Gúrpide                    |

### Millor direcció artística
| Direcció artística | Pel·lícula      |
| ------------------ | --------------- |
| Llorenç Miquel     | La llibreria    |
| Ana Alvargonzález  | Incerta glòria  |
| Monica Bernuy      | Estiu 1993      |
| Tim Dickel         | Anchor and Hope |

### Millor actriu secundària
| Actriu        | Pel·lícula      |
| ------------- | --------------- |
| Bruna Cusí    | Estiu 1993      |
| Anna Castillo | La llamada      |
| Bruna Cusí    | Incerta glòria  |
| Natalia Tena  | Anchor and Hope |

### Millor actor secundari
| Actor                 | Pel·lícula     |
| --------------------- | -------------- |
| Oriol Pla             | Incerta glòria |
| Bill Nighy            | La llibreria   |
| David Verdaguer       | Estiu 1993     |
| Emilio Gutiérrez Caba | Brava          |

### Millor muntatge
| Muntador                      | Pel·lícula     |
| ----------------------------- | -------------- |
| Ana Pfaff i Didac Palou       | Estiu 1993     |
| Ariadna Ribas i Diana Toucedo | Júlia ist      |
| Bernat Aragonés               | La llibreria   |
| Raúl Román                    | Incerta glòria |

### Millor música original
| Compositor                | Pel·lícula     |
| ------------------------- | -------------- |
| Alfonso Vilallonga        | La llibreria   |
| Ernest Pipó i Pau Boïgues | Estiu 1993     |
| José González Riera       | Incerta glòria |
| Leiva                     | La llamada     |

### Millor fotografia
| Director de fotografia | Pel·lícula      |
| ---------------------- | --------------- |
| Josep Maria Civit      | Incerta glòria  |
| Dagmar Weaver-Madsen   | Anchor and Hope |
| Jean-Claude Larrieu    | La llibreria    |
| Santiago Racaj         | Estiu 1993      |

### Millor vestuari
| Candidats      | Pel·lícula      |
| -------------- | --------------- |
| Mercè Paloma   | Incerta glòria  |
| Anna Aguilà    | Estiu 1993      |
| Mercè Paloma   | La llibreria    |
| Vinyet Escobar | Anchor and Hope |

### Millor so
| Candidats                                       | Pel·lícula      |
| ----------------------------------------------- | --------------- |
| Xavier Mas, Fernando Novillo i Ricard Galceran  | Incerta glòria  |
| Albert Gay, Enrique G. Bermejo i Carlos Jiménez | La llibreria    |
| Diego Casares, Jonathan Darch i Dani Zacharias  | Anchor and Hope |
| Eva Valiño, Roger Blasco i Carlos Jiménez       | Estiu 1993      |

### Millors efectes visuals
| Candidats                                                                       | Pel·lícula       |
| ------------------------------------------------------------------------------- | ---------------- |
| Manuel López Egea i Bernat Aragonés                                             | Incerta glòria   |
| Enric Masip, Joan Mussull, David Martí, Montse Ribé, Cesc Biénzobas i Joan Amer | Muse             |
| Lluis Rivera i Jordi San Agustín                                                | Projecte Llàtzer |
| Raúl Romanillos i Jordi San Agustín                                             | Abracadabra      |

### Millor maquillatge i perruqueria
| Maquillador                          | Pel·lícula     |
| ------------------------------------ | -------------- |
| Alma Casal                           | Incerta glòria |
| Montse Sanfeliu i Laura Vacas        | La llibreria   |
| Pilar Guillem i Marta Arce           | Estiu 1993     |
| Sylvie Imbert i Paco Rodríguez Frías | Abracadabra    |

### Premi especial del públic
| Pel·lícula | Direcció                       |
| ---------- | ------------------------------ |
| La llamada | Javier Ambrossi i Javier Calvo |